# Phrixosceles fibulatrix
Phrixosceles fibulatrix là một loài bướm đêm thuộc họ Gracillariidae. Nó được tìm thấy ở Fiji